# Richard FitzJames
Richard FitzJames († 15 janvier 1522), vice-chancelier de l’Université d'Oxford en 1481 et 1491, fut successivement évêque de Rochester, évêque de Chichester et évêque de Londres.

## Biographie sommaire
FitzJames a été nommé au diocèse de Rochester le 2 janvier 1497 et consacré évêque le 21 mai suivant. Il a été nommé au diocèse de Chichester le 29 novembre 1503 puis enfin au diocèse de Londres le 5 juin 1506.
Il s'est particulièrement illustré par ses diatribes contre les prêches du doyen de la cathédrale Saint-Paul, John Colet, dont il obtint le silence en 1511.
Ses armoiries connues sont celles qu'il arbora en tant qu'évêque de Londres. Elles étaient peintes au plafond de l'ancienne cathédrale Saint Paul de Londres.
FitzJames mourut en exercice le 15 janvier 1522. Il avait fondé l'école de King's School Bruton dans le Somerset.